# Ламе (ткань)
Ламе́ — парча с шитьём металлическими нитями по основе, изготовленной обычно из синтетических или искусственных волокон. 
Происхождение термина неясно, но, вероятно, может происходить от итал. lama — «металлический лист» или «прокат».
Обычно ламе золотого или серебряного цвета, иногда цвета меди. Существуют разные виды ламе, в зависимости от состава других нитей. Например, тонкое ламе, ламе с голограммами, жемчужное ламе.
Ламе скользит и растрескивается, в силу чего используется для одежды, не рассчитанной на частую носку: вечерних нарядов и платьев, для театральных и танцевальных костюмов.
Электропроводность шитья делает ламе пригодным для использования в изготовлении фехтовальных жилетов, что позволяет подсчитывать прикосновения.
Ламе использовалось для изготовления эфода — вида одежды или ритуального облачения.